# Cantó de Gardana
El cantó de Gardana és un cantó francès del departament de les Boques del Roine, situat al districte d'Ais de Provença. Té 4 municipis i el cap és Gardana.

## Municipis
- Boc Bèl Èr
- Gardana
- Mimet
- Sumiana e Caulònga

| Data d'elecció                           | Identitat      | Partit              | Qualitat |
| ---------------------------------------- | -------------- | ------------------- | -------- |
| 1945-1976                                | Victor Savine  | SFIO, després PS    |          |
| 1976-1998                                | Roger Meï      | PCF                 |          |
| 1998-2001                                | Michel Ré      | PCF                 |          |
| 2001-2008                                | Richard Mallié | UDF-DL, després UMP |          |
| 2008-                                    | Claude Jorda   | PCF                 |          |
| les dades anteriors no són pas conegudes |                |                     |          |